# Pelmatosilpha rotundata
Pelmatosilpha rotundata är en kackerlacksart som beskrevs av Samuel Hubbard Scudder 1900. Pelmatosilpha rotundata ingår i släktet Pelmatosilpha och familjen storkackerlackor. Inga underarter finns listade i Catalogue of Life.